# 澤邉紀生
澤邉 紀生（さわべ のりお、1966年6月24日 - ）は、日本の会計学者。京都大学経営管理大学院副院長。京都大学経営管理大学院・大学院経済学研究科教授。本山美彦（京都大学名誉教授）・高寺貞男（京都大学名誉教授）の弟子。和歌山県田辺市出身。

## 学歴
- 1990年 京都大学経済学部卒業
- 1992年 Stockholm School of Economics客員研究員（1993年8月まで）
- 1995年 京都大学大学院経済学研究科博士後期課程研究指導認定・退学
- 1998年 京都大学より博士（経済学）の学位を取得

## 職歴
- 1994年 （財）日本証券経済研究所研究員
- 1995年 立命館大学経営学部専任講師
- 1997年 立命館大学経営学部助教授
- 1999年 九州大学経済学部助教授
- 2000年 Warwick Business School客員研究員（2001年6月まで）
- 2001年 University of Alberta客員研究員（2001年9月まで）
- 2003年 京都大学大学院経済学研究科助教授
- 2007年 京都大学経営管理大学院・大学院経済学研究科教授（至現在）
- 2007年 University of New South Wales客員教授
- 2018年 京都大学経営管理大学院副院長（2021年3月まで）
- 2022年 京都大学経営管理大学院院長

## 委員歴
- 2003年 進化経済学会 理事
- 2006年 American Accounting Association, International Committee Member（2007年9月まで）
- 2006年 日本管理会計学会 理事
- 2006年 日本原価計算研究学会 常任理事
- 2007年 『メルコ管理会計研究』 編集委員長
- 2011年 公認会計士 試験委員（2012年12月まで）
- 2011年 公益財団法人阪和育英会 理事
- 2011年 公益財団法人メルコ学術振興財団（現・牧誠財団） 理事
- 2012年 公益財団法人海の星学寮 監事
- 2013年 Accounting, Auditing, and Accountability Journal, Editorial Board Member
- 2013年 Journal of Management Accounting Research, Editorial Board Member
- 2013年 Chartered Institute of Management Accountants (CIMA) UK, Advisory Panel Member
- 2016年 一般社団法人京都大学アメリカンフットボールクラブ 理事
- 2017年 日本管理会計学会 副会長（2020年3月まで）
- 2017年 一般社団法人日本経営会計専門家協会 理事
- 2021年 日本原価計算研究学会 副会長

## 受賞歴
- 2005年 日本管理会計学会・学会賞（文献賞）
- 2016年 Outstanding Papers in Qualitative Research in Accounting & Management

## 著書

### 単著
- 『国際金融規制と会計制度』晃洋書房，1998年11月。
- 『会計改革とリスク社会』岩波書店，2005年。

### 編著
- 『次世代管理会計の構想』中央経済社，2006年（上總康行との共編著）。
- 『進化経済学 基礎』日本経済評論社，2010年（江頭進、橋本敬、西部忠、吉田雅明との共編著）。
- 『次世代管理会計の礎石』中央経済社，2015年（上總康行との共編著）。
- 『計算と経営実践―経営学と会計学の邂逅』有斐閣，2017年（國部克彦、松嶋登との共編著）。
- 『会計事務所の経営支援―経営会計専門家の仕事―』中央経済社，2020年（吉永茂との共著）。
- 『公会計データで読み解く地方財政改革』西日本出版社，2022年（吉岡和守との共著）。

### 訳書
- C・チャップマン『戦略をコントロールする 管理会計の可能性』中央経済社，2008年（堀井悟志との共監訳）。

### 主要業績
- "The past, present and future of accounting: a review essay of Accounting, Organizations and Society: The Inside and Outside of Accounting by Sadao Takatera", co-authored with K. Kokubu, Accounting, Organizations and Society, Vol. 21, No. 7/8, pp. 777-787, 1996.
- "Time and space in income accounting", co-authored with S. Takatera, Accounting, Organizations and Society, Vol. 25, pp. 787-798, 2000.
- "The role of accounting in bank regulation on the eve of Japan's financial crisis: A failure of the new capital adequacy regulation", Critical Perspective on Accounting, Vol. 13, pp. 397-430, 2002.
- "Accounting for the public interest: a Japanese perspective", Accounting, Auditing & Accountability Journal, Vol. 18, Iss 5, pp. 631-647, 2005.
- "Co-evolution of Accounting Rules and Creative Accounting Instruments: The Case of a Rules-based Approach to Accounting Standard Setting", Evolutionary and Institutional Economics Review, Vol. 1, No. 2, pp. 177-196, 2005.
- "The knowledge management strategy and the formation of innovative networks in emerging industries", co-authored with S. Egashira, Journal of Evolutionary Economics, Vol. 17, No. 3, pp. 277-298, 2007.
- "Studying the dialectics between and within management philosophy and management accounting", co-authored with S. Ushio, Kyoto Economic Review, Vol. 78, No. 2, pp. 127-156, 2009.
- "Core values as a management control in the construction of “sustainable development”", co-authored with S. Jollands and C. Akroyd, Qualitative Research in Accounting & Management, Vol. 12, No. 2, pp. 127-152, 2015.
- "Management Controls and Pressure Groups: the Mediation of Overflows", co-authored with S. Jollands and C. Akroyd, Accounting, Auditing and Accountability Journal, Vol. 31, No. 6, pp. 1644-1667, 2018.

## その他
- 筋力トレーニングが趣味の一つであり、2005年から京都大学バーベル部の部長を務めている。
- 2016年から京都大学落語研究会の部長も務める。